# Daly City
Daly City és una població dels Estats Units a l'estat de Califòrnia. Segons el cens del 2000 tenia 103.621 habitants.

## Història
L'epicentre del Terratrèmol de San Francisco de 1906 va estar situat a Mussel Rock, a la costa de Daly City.

## Demografia
Segons el cens del 2000, Daly City tenia 103.621 habitants, 30.775 habitatges, i 23.081 famílies. La densitat de població era de 5.292,1 habitants per km².
Dels 30.775 habitatges en un 34,1% hi vivien nens de menys de 18 anys, en un 54,5% hi vivien parelles casades, en un 14,2% dones solteres, i en un 25% no eren unitats familiars. En el 18,1% dels habitatges hi vivien persones soles el 6,7% de les quals corresponia a persones de 65 anys o més que vivien soles. El nombre mitjà de persones vivint en cada habitatge era de 3,34 i el nombre mitjà de persones que vivien en cada família era de 3,78.
Per edats la població es repartia de la següent manera: un 22,5% tenia menys de 18 anys, un 10,5% entre 18 i 24, un 32,2% entre 25 i 44, un 22,8% de 45 a 60 i un 12% 65 anys o més.
L'edat mediana era de 35 anys. Per cada 100 dones de 18 o més anys hi havia 94,3 homes.
La renda mediana per habitatge era de 62.310 $ i la renda mediana per família de 68.365 $. Els homes tenien una renda mediana de 38.227 $ mentre que les dones 32.147 $. La renda per capita de la població era de 21.900 $. Entorn del 4,2% de les famílies i el 7,1% de la població estaven per davall del llindar de pobresa.

## Poblacions més properes
El següent diagrama mostra les poblacions més properes.

## Personatges il·lustres
- DJ Qbert.